# Gare de Culoz
 (août 2016).
Si vous disposez d'ouvrages ou d'articles de référence ou si vous connaissez des sites web de qualité traitant du thème abordé ici, merci de compléter l'article en donnant les références utiles à sa vérifiabilité et en les liant à la section « Notes et références ».
La gare de Culoz est une gare ferroviaire française des lignes de Lyon-Perrache à Genève (frontière) et de Culoz à Modane (frontière). Elle est située sur le territoire de la commune de Culoz, dans le département de l'Ain, en région Auvergne-Rhône-Alpes.
Elle est mise en service en 1857 par la Compagnie du chemin de fer de Lyon à Genève. 
C'est une gare de la Société nationale des chemins de fer français (SNCF), desservie par des trains TER Auvergne-Rhône-Alpes.

## Situation ferroviaire

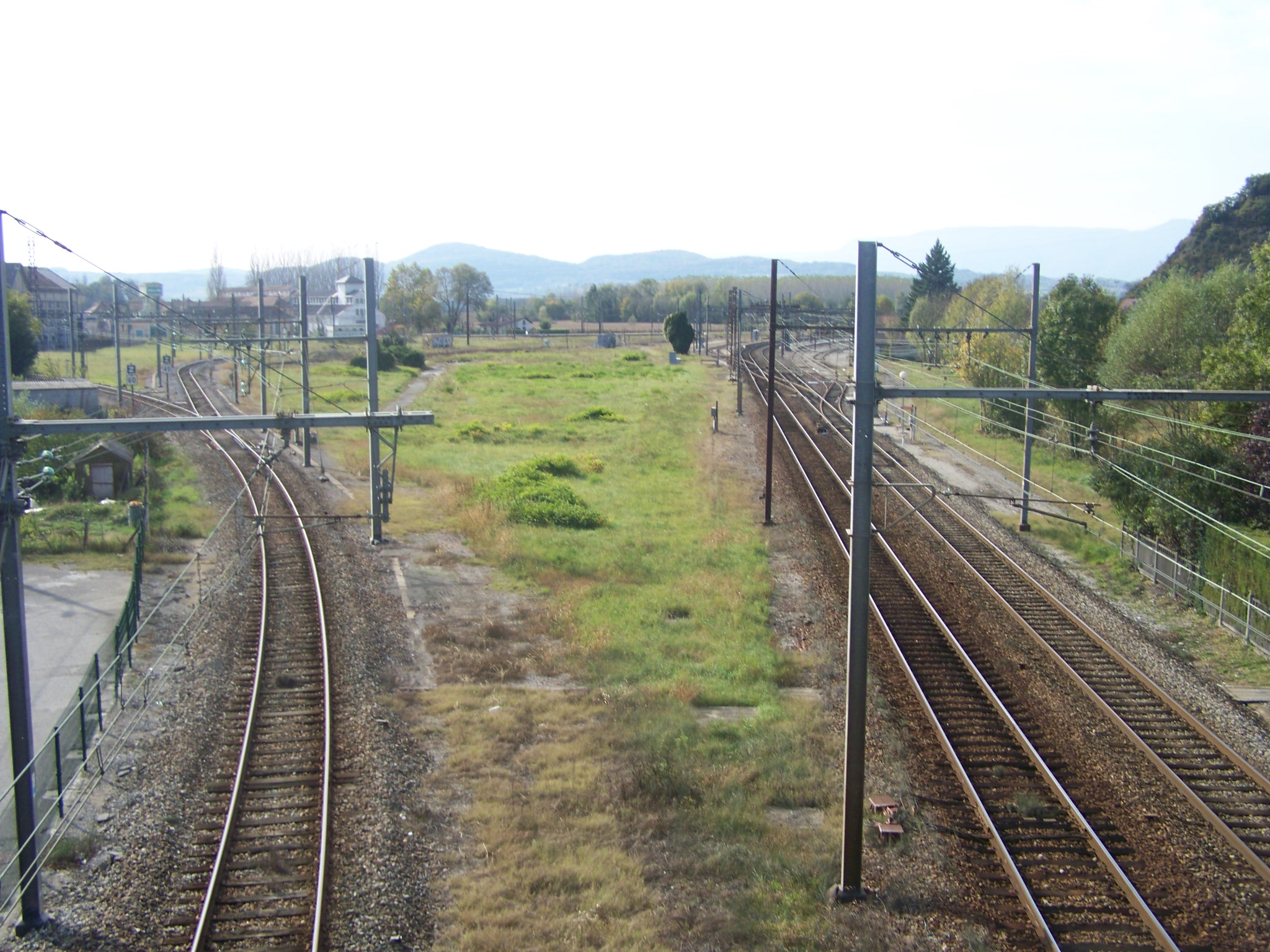
Entrée en gare, en arrivant de Genève. La ligne Lyon - Genève est la double voie à droite. La voie unique tout à gauche rejoint la ligne de la Maurienne, pour Chambéry.

Établie à 237 mètres d'altitude, la gare de Culoz est située au point kilométrique (PK) 101,355 de la ligne de Lyon-Perrache à Genève (frontière), entre les gares ouvertes de Virieu-le-Grand - Belley et de Seyssel - Corbonod. Gare de bifurcation, elle est également l'origine de la ligne de Culoz à Modane (frontière), avant la gare de Vions - Chanaz.
Le raccordement de Culoz, mis en service le 27 mai 1979, permet la relation de la direction de Genève vers celle de Modane et vice-versa sans rebroussement en gare de Culoz.

## Histoire
La gare de Culoz est mise en service le 20 juillet 1857 par la Compagnie du chemin de fer de Lyon à Genève, lorsqu'elle ouvre à l'exploitation la section d'Ambérieu à Seyssel.
La ligne est rachetée par le PLM dès 1858. Le 2 septembre 1858, est inaugurée à son tour la dernière portion, du pont sur le Rhône jusqu'à la gare de Culoz, de la ligne de la Maurienne de la Compagnie du chemin de fer Victor-Emmanuel. La Savoie, qui était alors un État du Royaume de Piémont-Sardaigne, avait désormais une liaison ferroviaire avec la France, qui nécessite la construction d'un viaduc métallique sur le Rhône peu avant Culoz, ainsi que d'un grand bâtiment en milieu de gare faisant office de bureaux douaniers. En 1860, la Savoie devient française et, quelque temps plus tard, la compagnie du PLM obtient la ligne de Culoz à Chambéry du Victor-Emmanuel. Le 20 décembre 1902, la section Chambéry - Culoz est entièrement mise à double voie. 

La gare en 1934.

En 1936, le PLM électrifie, en 1 500 V continu, cette portion, ce qui donna naissance à la construction d'une sous-station à la sortie de la gare côté Chambéry. Le 22 septembre 1953, l'électrification touche la partie de Lyon à Ambérieu et Culoz ; le 16 décembre 1955, la section de Culoz à Bellegarde est à son tour électrifiée, le tout en 1 500 V continu. La traction vapeur est désormais exclue de Culoz, hormis quelques express, les locomotives de manœuvre et la desserte de Brégnier-Cordon via Virieu-le-Grand. L'année 1955 voit aussi la création d'un train Genève - Port-Bou assuré en Rame à grand parcours (RGP), qui deviendra le TEE « Catalan » en 1965, et finalement le « Catalan-Talgo » en 1969 lors de la prolongation du train sur Barcelone. En 1967, le block automatique lumineux (BAL) est mis en service entre Ambérieu et Culoz en conséquence de l'augmentation du trafic. Les installations de Culoz deviennent obsolètes, car rien n'a quasiment changé depuis les années 1930, et ont donc du mal à répondre à la multiplication du trafic ; le triage n'est accessible depuis Ambérieu qu'en rebroussant. La gare est dite d'« arrêt général » : tous les trains s'y arrêtent, sauf le « Palatino Express » Paris - Rome qui doit la franchir en marche à vue (soit à une vitesse maximale de 30 km/h).
En 1979, est alors lancée l'opération « grand Culoz », qui consiste à la création d'un raccordement direct, d'abord limité à 30 km/h puis rapidement à 60 km/h, permettant d'éviter le tête à queue des trains venant de la direction de Chambéry et à destination de Genève, la suppression de 2 voies en gare, l'autorisation de franchir Culoz à 80 km/h sans arrêt, la suppression de l'annexe traction, l'augmentation du nombre de voies du triage (passant de 12 à 16) avec un accès côté Ambérieu, et la suppression des 2 anciens postes Saxby remplacés par un PRS-PCT-PMV. Elle se termine en mai 1981. Le TGV est mis en service le 22 septembre 1981, avec 2 aller-retours Paris - Genève, mais qui ne marquent pas l'arrêt en gare et entraînent la suppression des trains classiques de jour et de nuit sur cette relation. En septembre 1982, le TGV rejoint Chambéry : c'est le début des arrêts TGV en gare de Culoz, ce qui entraine là aussi la suppression des trains classiques de jour (sauf un aller-retour les week-ends, qui circulera jusqu'en 1988). À l'été 1983, un TGV Paris - Genève / Annecy est créé ; il est raccordé ou coupé à Culoz (quai numéro 3, voie 3). À la fin de l'été 1984, le train la Rochelle - Saint-Gervais est supprimé. En 1985, les automotrices Z 7500, Z 9500 et Z 9600 (dites Z2) sont mises en service sur des relations Lyon - Genève / Évian / Saint-Gervais. En 1987, les BB 25200, rendues disponibles par l'arrivée des BB 22200, sont utilisées avec des rames corail réversibles sur Lyon - Genève. En 1990, le triage de Culoz ferme ses portes, il ne sert désormais plus qu'à garer des trains ; des installations permanentes de contre-sens (IPCS) sont mises en service sur Ambérieu - Culoz.
Dans les années 1990, en plus des TER, ne subsiste qu'un aller-retour TGV de Culoz à Paris après avoir culminé à 5 AR journaliers, ainsi que le train de nuit Genève - Hendaye. En 2001, la prolongation du train de nuit périodique Quimper - Lyon « Rhône-Océan » sur Genève permet la création d'un arrêt à Culoz. En 2006, les arrêts de ces 2 trains de nuit sont supprimés. Dans les années 2010, Culoz est desservie par le service TER Rhône-Alpes ; par contre, elle n'a pas conservé son aller-retour en TGV (supprimé en décembre 2010). L'ancien vestibule de la gare, soit les façades et toitures du bâtiment côté rue, fait l’objet d’une inscription au titre des monuments historiques depuis le 23 janvier 2009. Cette protection n'a pas concerné le second bâtiment, plus vaste, construit à la même époque entre les voies ; il disparaît en 2009.

## Fréquentation
Selon les estimations de la SNCF, la fréquentation annuelle de la gare s'élève aux nombres indiqués dans le tableau ci-dessous.
| Année               | 2024    | 2023    | 2022    | 2021    | 2020    | 2019    | 2018    | 2017    | 2016    | 2015    |
| ------------------- | ------- | ------- | ------- | ------- | ------- | ------- | ------- | ------- | ------- | ------- |
| Nombre de voyageurs | 301 073 | 273 513 | 260 917 | 196 035 | 151 638 | 260 868 | 205 156 | 230 147 | 221 698 | 222 735 |

## Service des voyageurs

### Accueil
Gare SNCF, elle dispose d'un bâtiment voyageurs avec un guichet ouvert tous les jours. Elle est équipée d'automates pour l'achat de titres de transport.
Les quais sont reliés entre eux par une grande passerelle métallique couvrant toute la largeur de la gare du côté ouest.

### Desserte

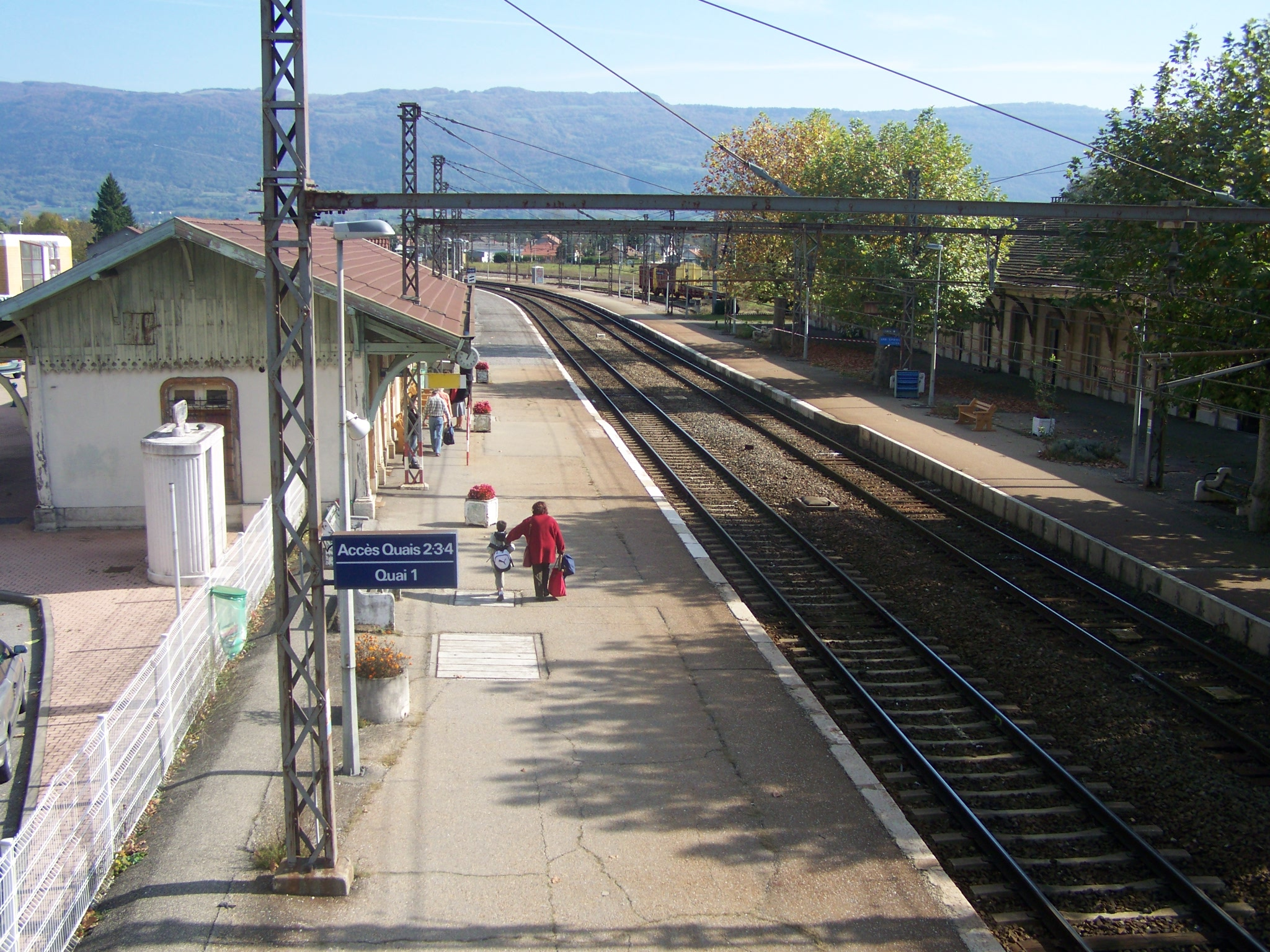
Quai 1 (dir. Genève) et quai 2 (dir. Lyon) de la ligne Lyon - Genève.

Culoz est desservie par des trains TER Auvergne-Rhône-Alpes sur les liaisons :
- Lyon-Part-Dieu ↔ Genève-Cornavin via Ambérieu-en-Bugey et Bellegarde ;
- Lyon-Part-Dieu ↔ Saint-Gervais-les-Bains-Le Fayet via  Ambérieu-en-Bugey, Bellegarde, Annemasse, Cluses et Sallanches (liaison directe uniquement les samedis en période hivernale)[6];
- Lyon-Part-Dieu ↔  Annecy via Ambérieu-en-Bugey,Aix-les-Bains-Le Revard ;
- Valence-Ville ↔ Genève-Cornavin via Grenoble, Aix-les-Bains-Le Revard et Bellegarde ;
- Ambérieu-en-Bugey ↔ Chambéry - Challes-les-Eaux via Aix-les-Bains-Le Revard.

Sa situation ferroviaire en fait une gare dite « en triangle », avec 2 sillons de voies séparées par un quai central (dénommé quai 2 pour son côté Genève et quai 3 pour son côté Chambéry). Les voies de la ligne pour Genève et la Haute-Savoie sont situées entre le quai central (côté quai 2) et le quai 1 (le premier quai en entrant en gare), et celles pour Aix-les-Bains, Chambéry et la Savoie entre le quai central (côté quai 3) et le quai 4.
Certains trains TER, qui relient Genève à Chambéry ou Grenoble, marquent l'arrêt à Culoz et rebroussent pour repartir sur l'autre ligne.

Installations et desserte
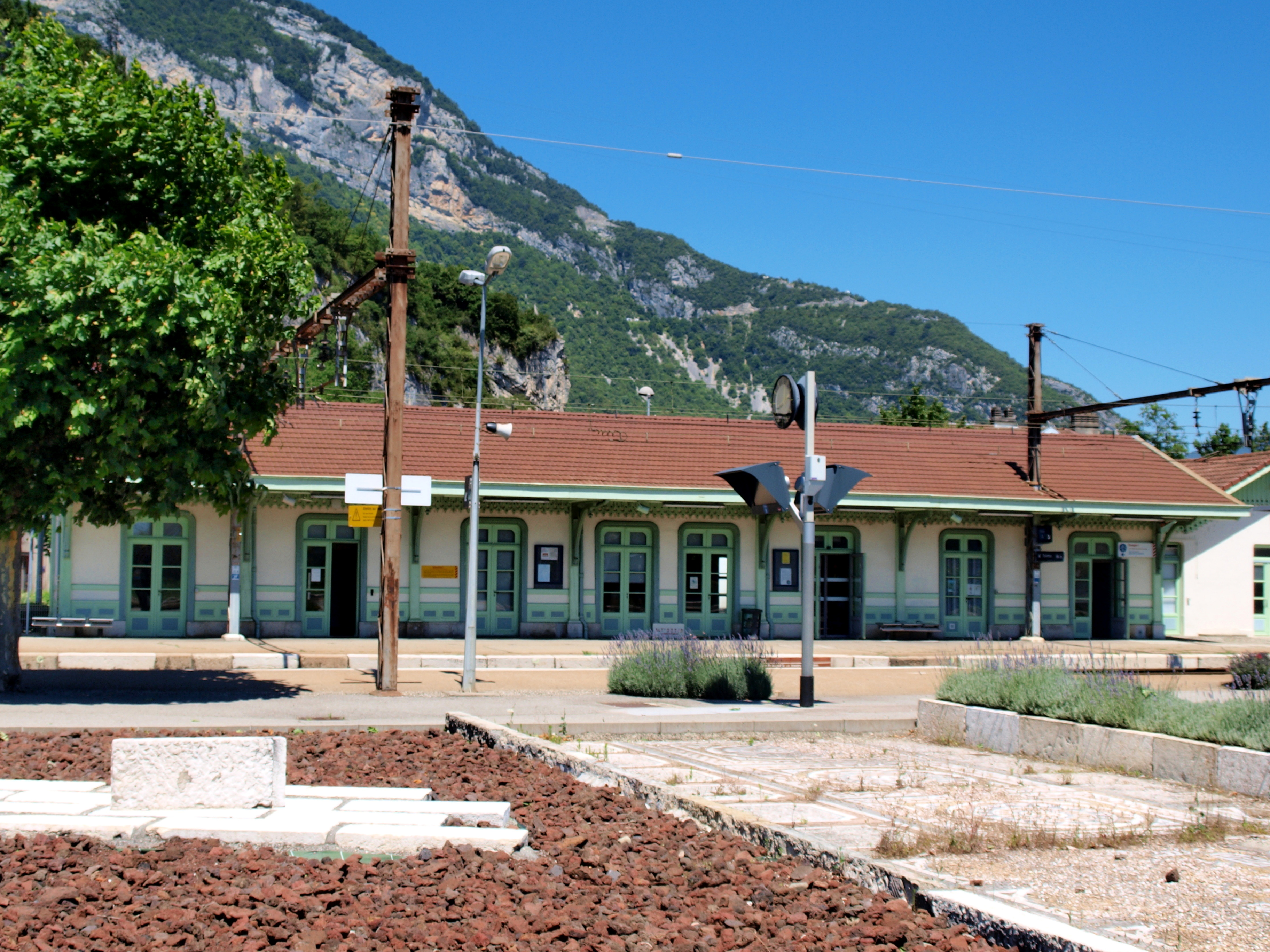
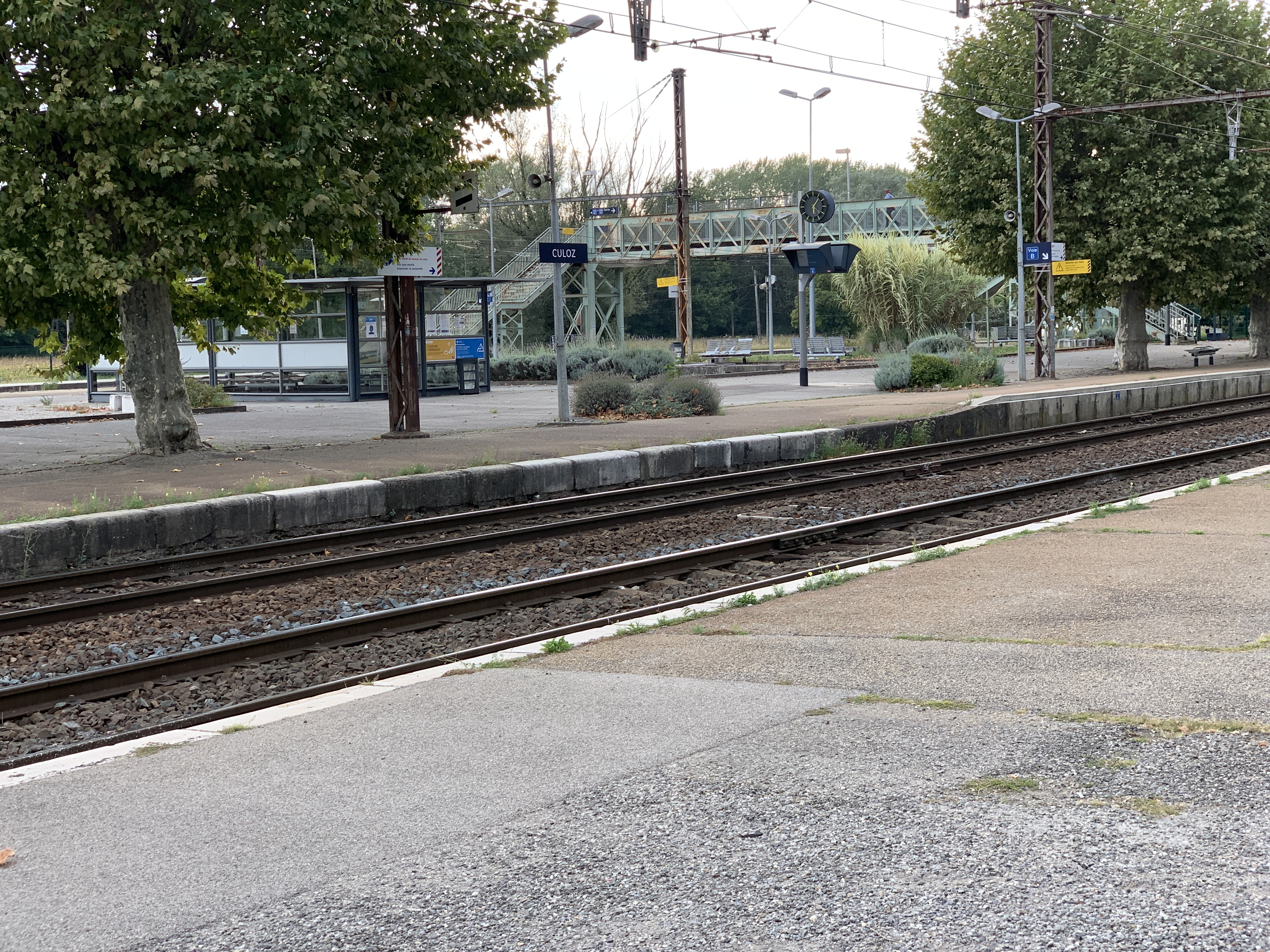
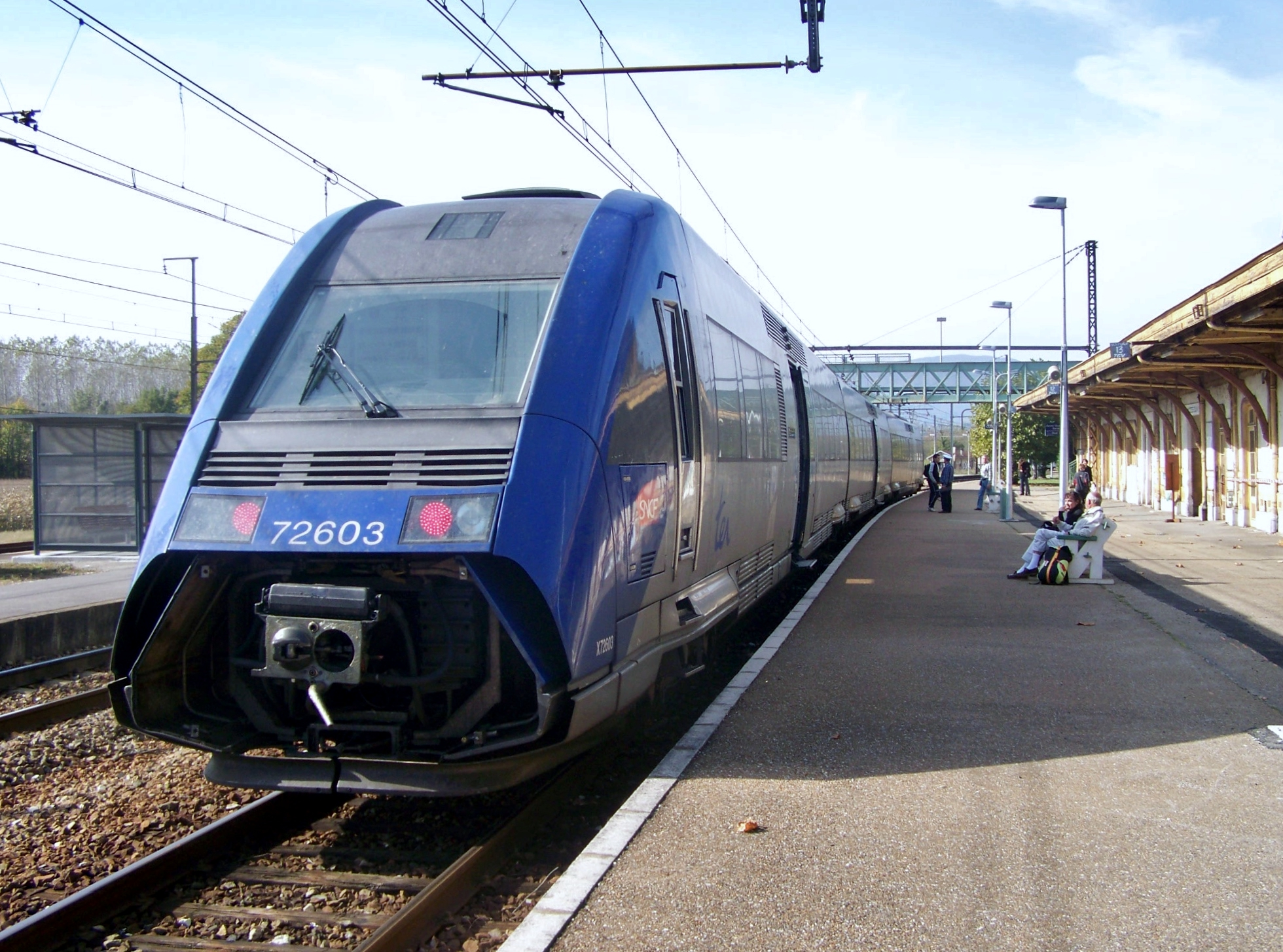
TER en 2008.
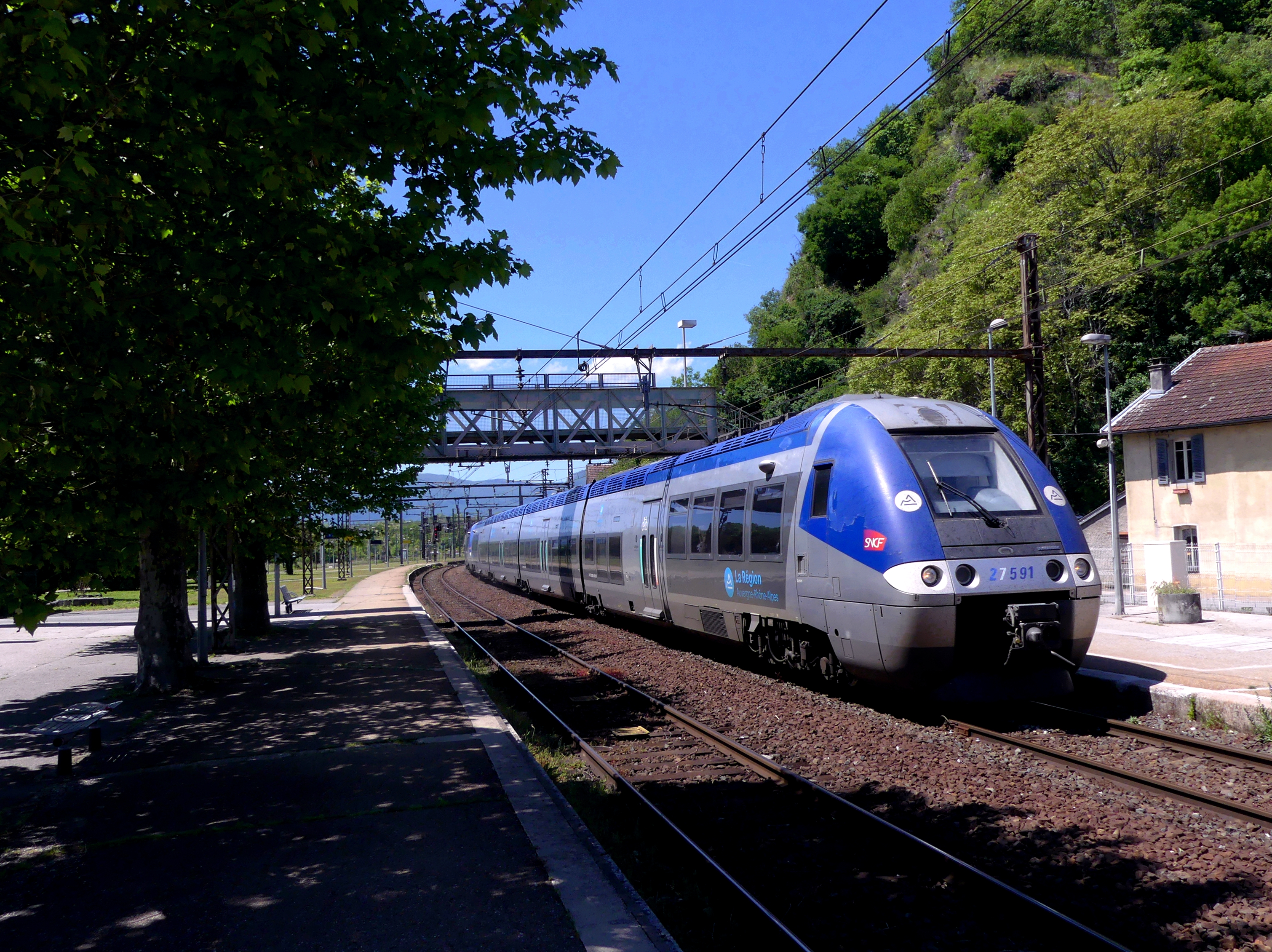
TER en 2024.

### Intermodalité
Un parc pour les vélos et un parking pour les véhicules y sont aménagés.

## Service des marchandises
Culoz est une gare Fret SNCF, ouverte au service wagon isolé pour un client. Elle dispose d'une grue de 6 tonnes.

## Embranchement particulier
La gare dessert également un embranchement particulier. Il s'agit de la SME, qui s'occupe notamment de désamianter et de démanteler des matériels roulants radiés, à l'exemple de rames TGV Sud-Est et TGV postaux.

Installations et matériels roulants à démolir
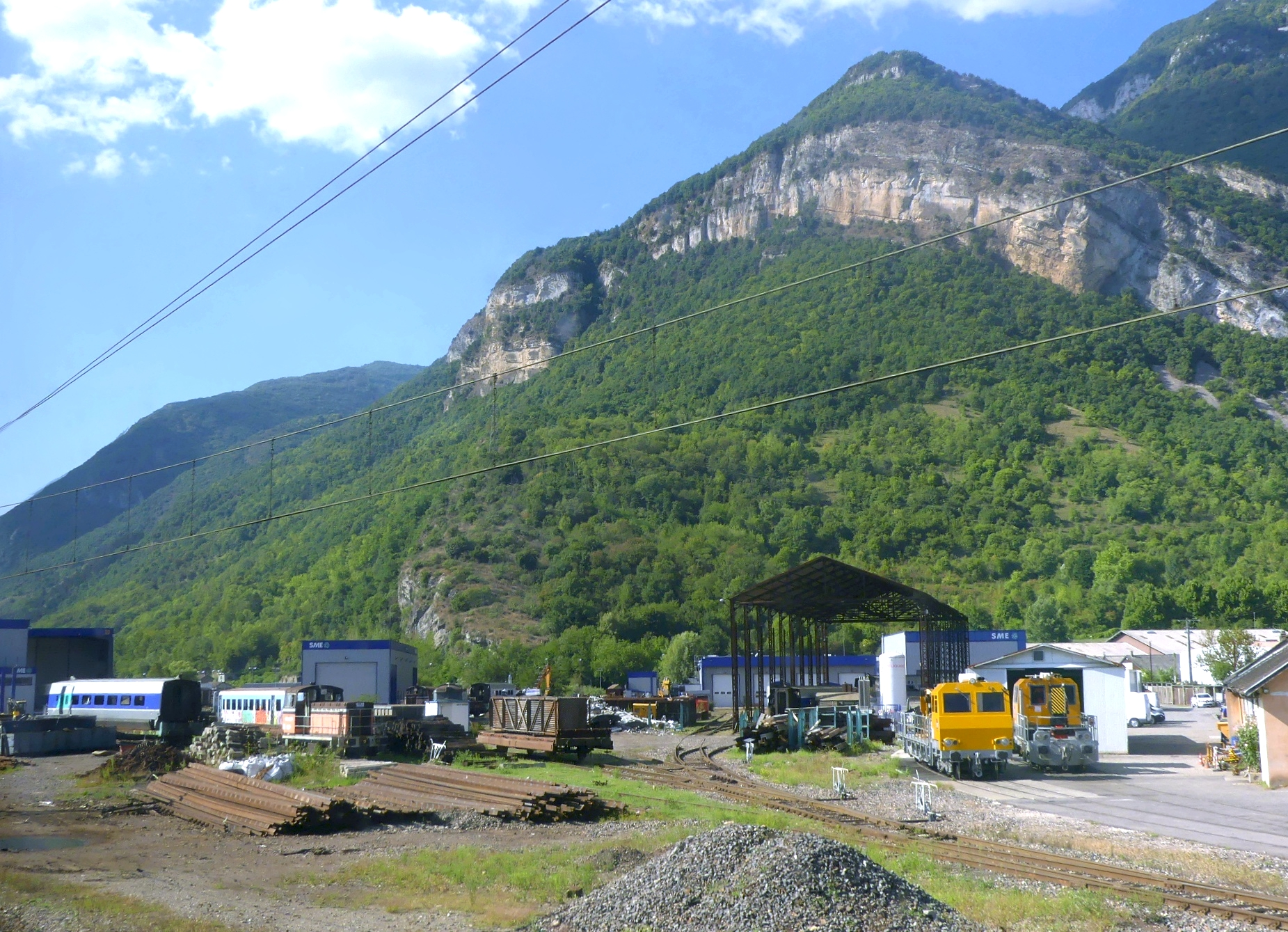
Le site.
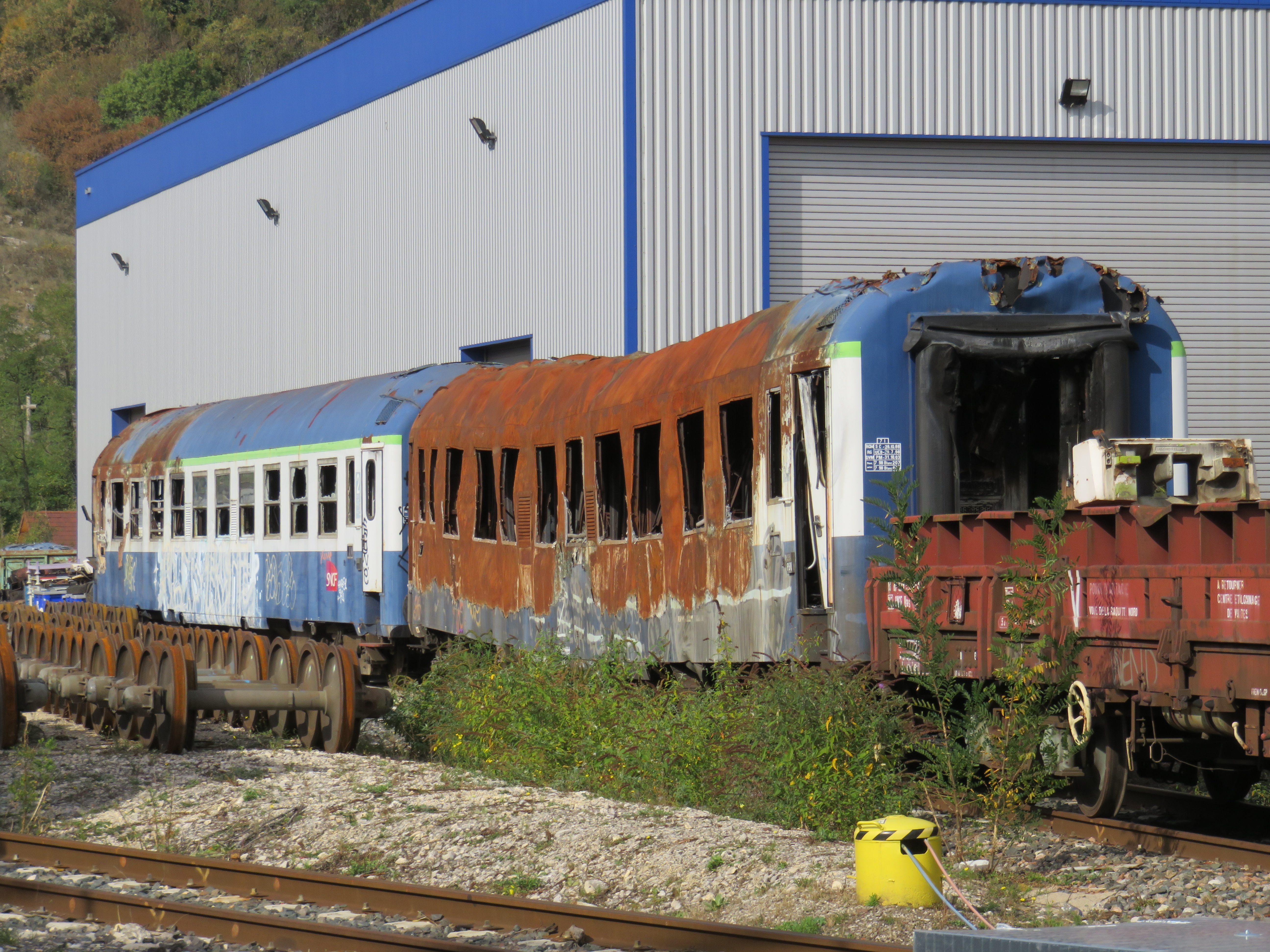
Voitures Corail.
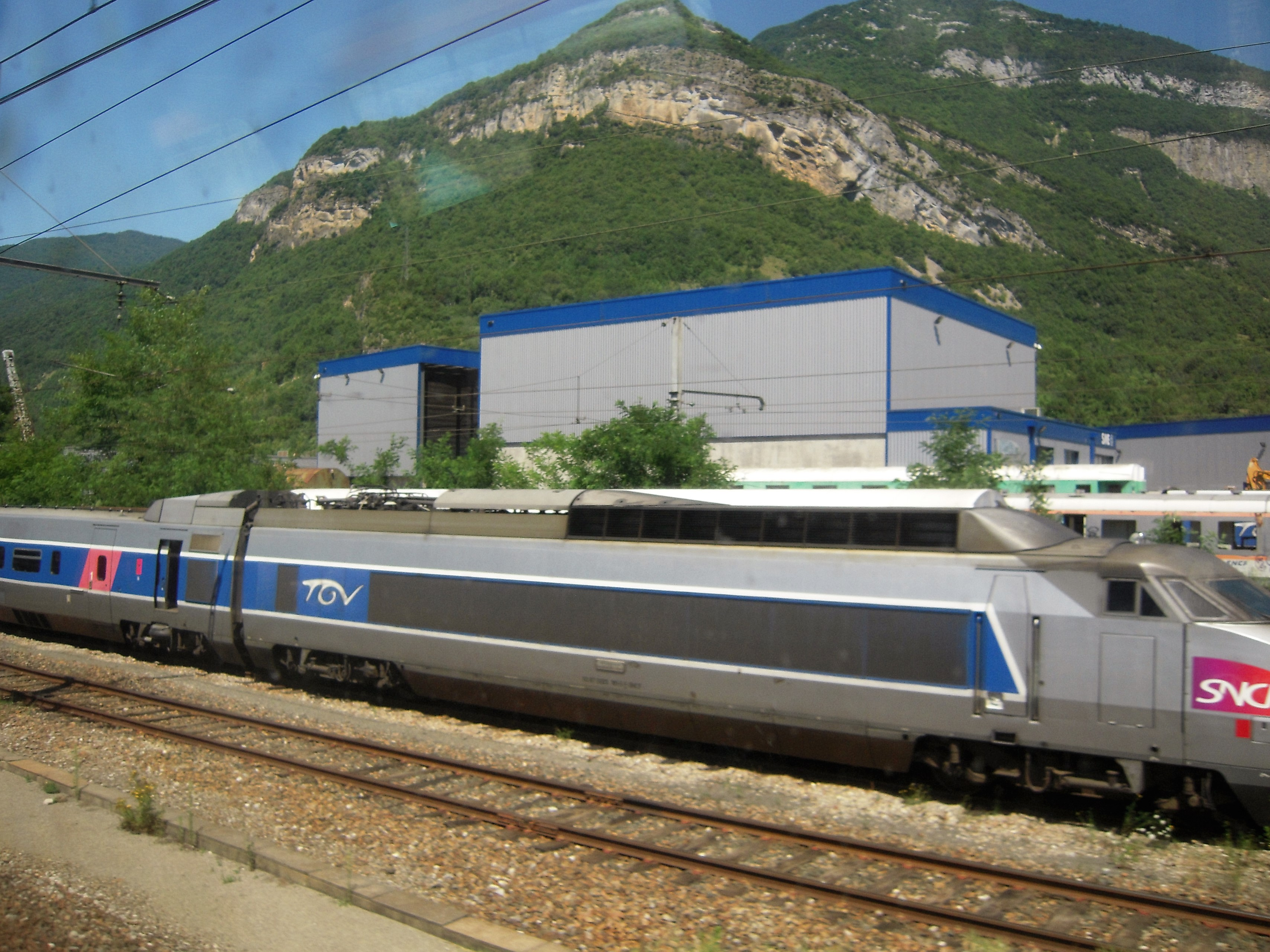
Ancienne rame TGV.

## Patrimoine ferroviaire
À Culoz, dont le bâtiment de gare abritait le service de la douane jusqu'au rattachement de la Savoie, la Compagnie du chemin de fer de Lyon à Genève construisit un ensemble de bâtiments différent des autres gares de la ligne, : un premier bâtiment, appelé « vestibule », à front de rue et destiné à filtrer les entrées ; un second bâtiment, beaucoup plus grand, implanté entre les voies et utilisé pour le contrôle des passeports, le transbordement et l'affranchissement des marchandises, le bureau de douane et le buffet de gare. Ces deux bâtiments sans étage, en partie en bois, se caractérisent par une toiture en bâtière débordante à charpente apparente et bardage des pignons. Une passerelle métallique relie les trois quais de la gare. Avec la suppression de la frontière entre la Savoie et la France, le bâtiment central a été progressivement réaffecté tandis que la gare de Culoz perdait de l'importance. L'accueil des voyageurs et la vente de billets a finalement été regroupée dans le seul bâtiment côté rue. L'autre bâtiment étant finalement désaffecté.
- Le bâtiment dit « vestibule », protégé

Le bâtiment dit vestibule, protégé
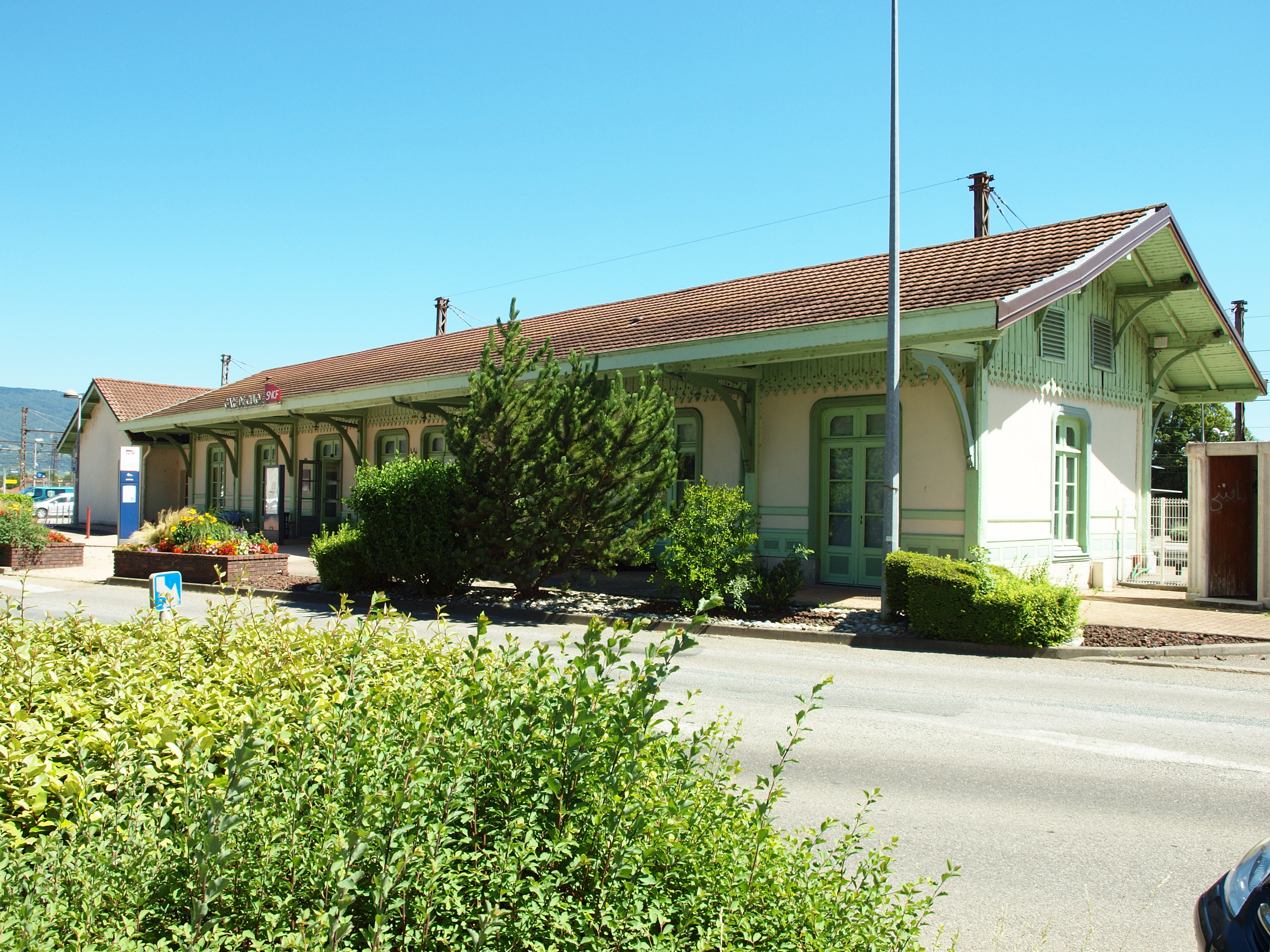
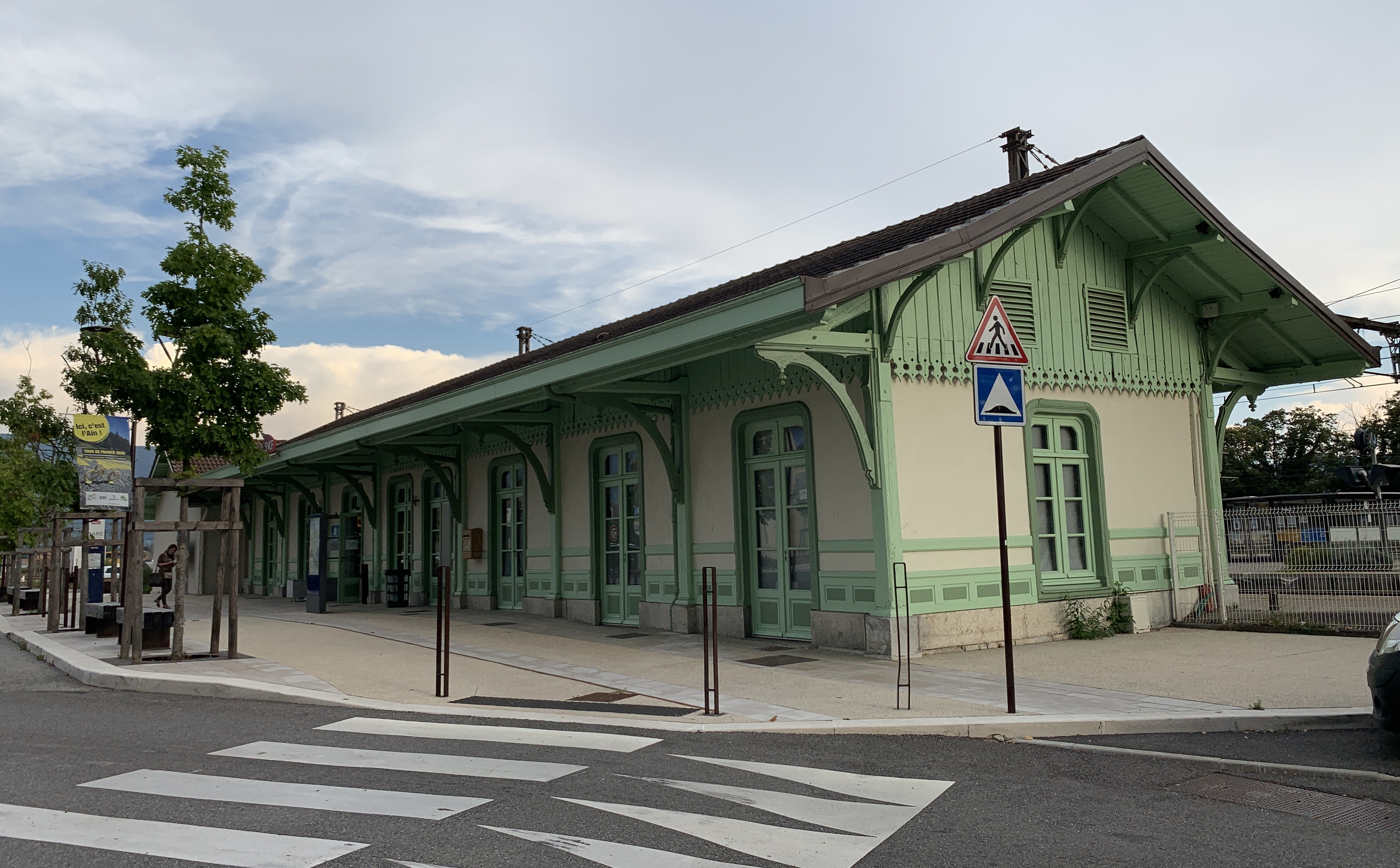

Le 23 janvier 2009, alors qu'un projet de démolition planait sur l'ancienne gare le « vestibule » bâtiment a été inscrit au titre des monuments historiques. L'autre bâtiment, en mauvais état, n'a pas été protégé et a été démoli peu après, malgré une mobilisation pour sa conservation,. Le vaste terre-plein où se trouvait le bâtiment central est désormais occupé par un abri de quai et des parterres floraux.